# Conde dos Fenais
Conde dos Fenais é um título nobiliárquico criado por D. Carlos I de Portugal, por Decreto de 10 de Abril de 1902, em favor de Amâncio da Silveira Gago da Câmara.
Titulares
1. Amâncio da Silveira Gago da Câmara, 1.º Conde dos Fenais.

Após a Implantação da República Portuguesa, e com o fim do sistema nobiliárquico, usou o título: 
1. Rui Gago da Câmara, 2.º Conde dos Fenais, 3.º Conde da Fonte Bela.